# Pogrányi Benedek
Pogrányi Benedek (? – Végles, 1614. május 29.) törökverő vitéz.

## Élete
A Pogrányi család nemeskürti ágából származott. Pontos születési helye nem ismert. Apja Pogrányi Mihály nyitrai alispán.

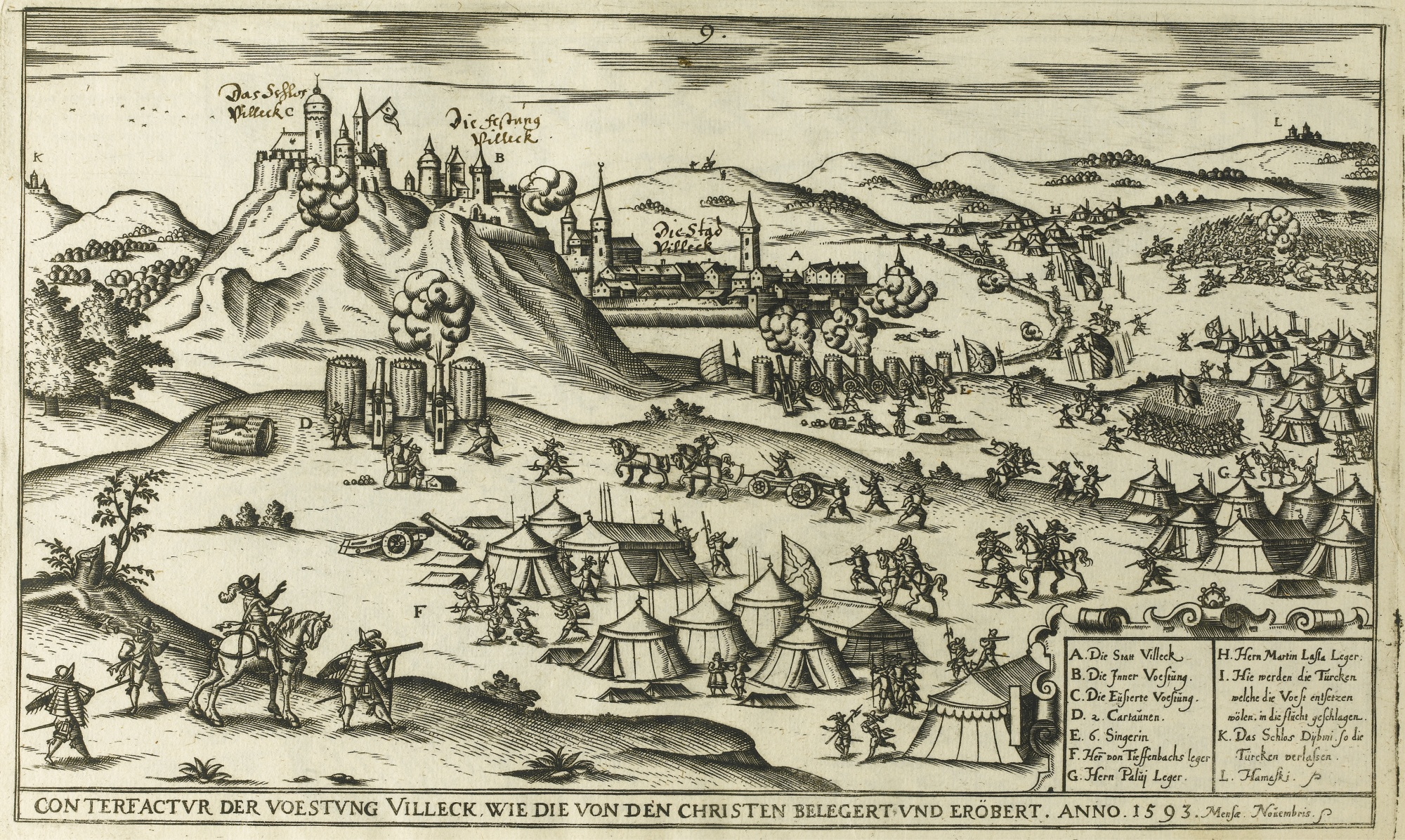
Fülek ostroma 1593-ban

1568-ban a cétényi officiolátus felének javadalmaira mint érsekújvári katonát nevezték ki. Később a bányavárosokat védte, előbb Bakabányán szolgált (1580–1588). 1584-ben a hadi tanács komáromi alkapitánynak alkalmas vélte és ajánlotta. 1586-ban részt vett a nyitrai hadi tanácskozáson, melyen elhatározták többek között a komáromi Duna híd építését. Később Korponán lett főkapitány (1588–1597). 1589-ben Pálffy Miklós engedélyét kérte, hogy vitézei kopjatörésre hívhassák a drégelypalánki törököket. Korponán sikeresen vágta el a török útját a bányavárosok felé, a várat Numet bég 1593-as fenyegetése kapcsán sem adta fel. Részt vett korponai kapitányként Fülek bevételénél, illetve a téli szállásra való vonulás során Szécsény, Drégely és Palánk elfoglalásában. 1597-ben 500 esztergomi hajdút vezetett a tatai vár visszafoglalásakor. Korponáról sokat panaszkodott az ellátás hiánya és pénztelenség miatt.
Pálffy halálát követően 1600-ban a dunáninneni részek alkapitányaként említik.
1598–1602 között Nógrád főkapitánya, más források szerint ekkor Nyitrán is kapitány volt. Részt vett Buda 1602. évi ostromában. 1604. június–szeptembere között a Dunáninneni kerületi és bányavidéki végvidéki főkapitány, majd sikerei országos főkapitánnyá emelték. Más forrás szerint 1595-1610 között dunáninneni, érsekújvári kerületi és bányavidéki főkapitány-helyettes.
1603-ban az érsekújvári erődben szolgált, Nádasdy Ferenc alkapitányaként. Egyesek szerint itt fejezte be katonai karrierjét, de Thurzó György nádornak írt leveleiből kitűnik, hogy legalább 1609-ig katonáskodott, például elődunai altábornok volt.
1604-ben Liptóújvárt védte. 1605-ben Bocskai hadainak fogságába eshetett, de elengedték. 1605-ben részt vett a bécsi béketárgyalásokon. 1606 szeptemberében fia Pográny György a cétényi officiolátust (Nyitraegerszeg, Kinorány, Ribény, Üzbég) kérte az ő lemondása után. 1608-ban Rudolf magyar király bárói rangra emelte, neki adományozta Hrussó és Végles várát. Utóbbi várában hunyt el.
Nemesi címerében ágaskodó oroszlán látható, mely jobbjában feje fölé görbe kardot tart. Személyével lehet kapcsolatos az ún. Pográni ének is, mely a 17. századból származik és versfőinek összeolvasása a POGRANIONIA nevet adja.
Testvére Anna, Zongor István Nyitra vármegyei szolgabíró felesége. Gyermekei: Pogrányi János korponai kapitány, Pogrányi György (?-1629; f. Liszthy Anna Rozina) érsekújvári alkapitány és Pogrányi István (?-1640). Unokája Pogrányi Ferenc Drégelypalánk kapitánya lett és általa ki is halt a nemeskürti ág.

## Birtokai
- 1604-től Liptóújvár
- 1608-tól Hrussó és Végles
- Forgách Simon (1527-1598) főpohárnok második végrendeletében emlékezik meg arról, hogy fia Zsigmond házasságakor több földjét Pográny Benedeknek zálogosította el.[15]

## Művei
Numet bég levele és Pogrányi Benedek arra adott válasza nyomtatásban is megjelent „Zwo wahrahaffte neue Zeittunge” néven. Az irodalomtörténet ezt a sokszorosított iratot az első Felvidéken kiadott újságnak (ún. újságlevélnek) tekinti.